# (466419) 2013 TL7
(466419) 2013 TL7 es un asteroide perteneciente al cinturón de asteroides, descubierto el 2 de abril de 2005 por el equipo Spacewatch desde el Observatorio Nacional de Kitt Peak (Arizona, Estados Unidos).